# 代田雅揮
代田 雅揮（しろた まさき、1990年7月5日 - ）は、日本のオカリナ奏者。

## 来歴
福井県鯖江市出身。
小学1年生の頃にオカリナに出会った。ただし、本格的に取り組んだのは22歳頃に失恋を経験したとき、自分へのクリスマスプレゼントとしてオカリナを思い出したことがきっかけである。
福井大学教育地域科学部音楽コースを卒業した。大学卒業後の2016年に福井県オカリナ協会を有志とともに設立した。2018年には第5回日本オカリナコンクールデュエット部門への出場を目指して、藤野明美と「オカリナデュオ越前優雅」を結成し、1位のない2位となった（2020年の第7回でも同順位）。
2020年時点では仁愛大学の入学・広報センターに勤務している。また新型コロナウイルス感染症が流行した時期には、仕事が休みとなった期間を利用して潜水士など複数の資格を取得した。
2023年12月には、ボランティア活動（ボランティアコンサートや、自主コンサート収益の寄付）が評価されて「鯖江市民主役アワード2023」で市民表彰の対象者となった。

## 賞歴等
- 2017年福井市文化会館主催パーフォーマンスフェスティバル最高賞
- 日本オカリナコンクールデュエット部門
  - 第5回・第7回：各2位（いずれも1位なし、「オカリナデュオ越前優雅」での受賞）[3][2]